# إدموند باور فلين
إدموند باور فلين هو تاجر وسياسي كندي، ولد في 19 أغسطس 1828 في كندا، وتوفي في 26 يناير 1900. حزبياً، نشط في الحزب الليبرالي الكندي والحزب الليبرالي في نوفا سكوشا ‏. وقد انتخب عضو مجلس نواب نوفا سكوتيا وانتخب عضو مجلس العموم الكندي.